# Scott Perry

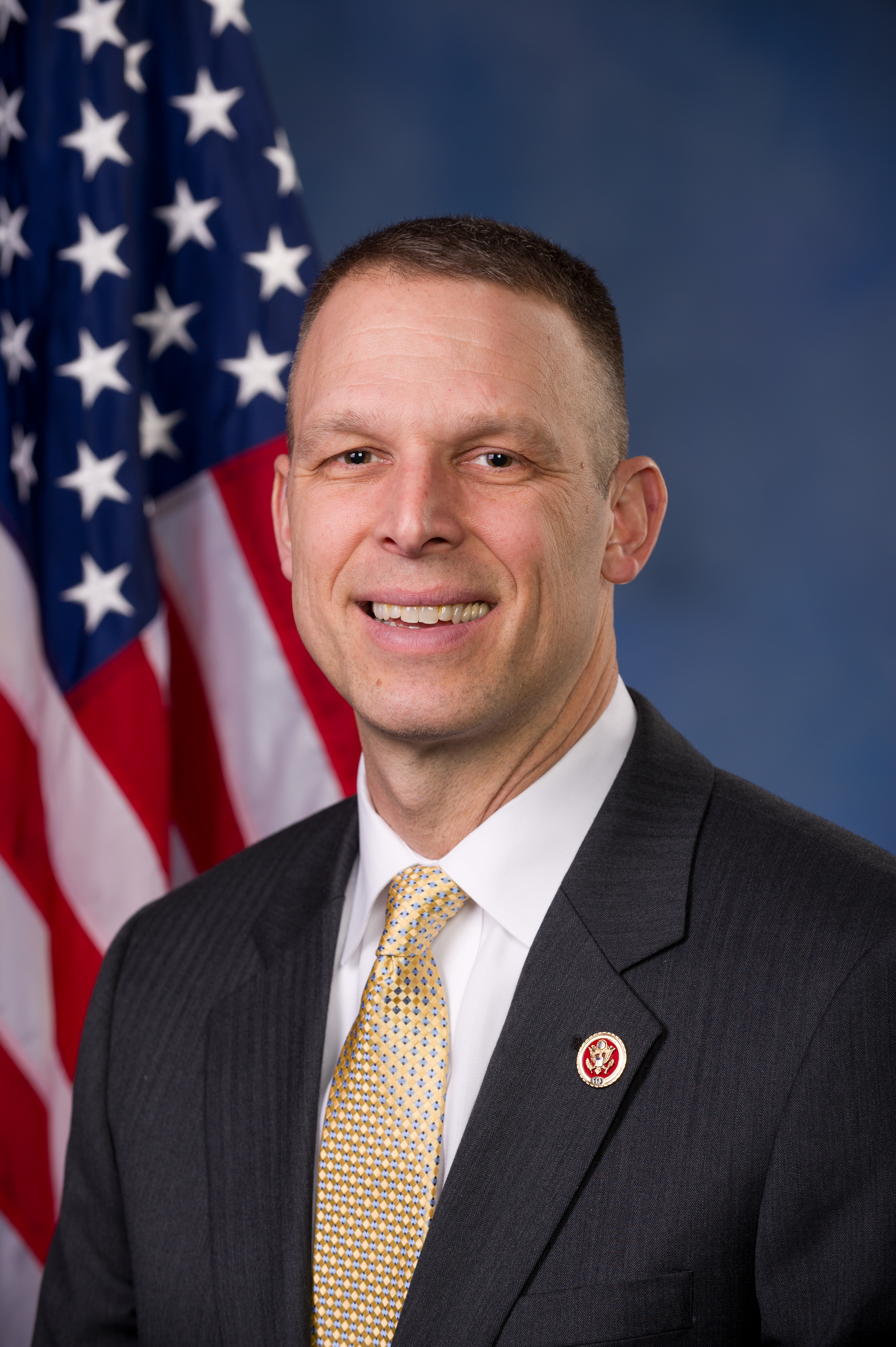
Scott Perry (2019)

Scott Gordon Perry (* 27. Mai 1962 in San Diego, Kalifornien) ist ein US-amerikanischer Politiker der Republikanischen Partei. Seit 2013 vertritt der den Bundesstaat Pennsylvania im US-Repräsentantenhaus. Von 2013 bis 2019 für den vierten Distrikt, seitdem für den zehnten Distrikt. Zuvor war er zwischen 2007 und 2012 Mitglied des Repräsentantenhauses von Pennsylvania für den 92. Distrikt.

## Familie, Ausbildung und Beruf
Scott Perry arbeitete bereits mit 13 Jahren an der Obsternte in Mechanicsburg (Pennsylvania) mit. Er besuchte die Northern High School in Dillsburg (Pennsylvania) sowie die Cumberland-Perry Vo-Tech School und schloss beide 1980 ab. Anschließend arbeitete er Vollzeit und studierte begleitend an der Pennsylvania State University, die er 1991 mit dem Bachelor of Science abschloss. Er betätigte sich als privater Geschäftsmann. Im Jahr 1993 gründete er die Firma Hydrotech Mechanical Services Inc. in Dillsburg, die Bautätigkeiten und Instandhaltungen für Unternehmen zwischen New York und North Carolina durchführt.

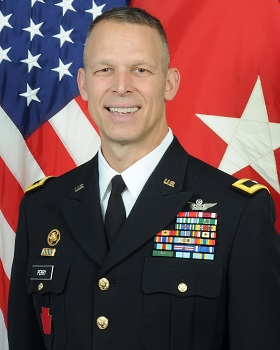
Scott Perry als Brigadier General (2015)

Von 1980 bis 2019 war er Mitglied der Pennsylvania Army National Guard. Nach der Grundausbildung in Fort Dix wurde er dort Spezialist für technisches Zeichnen. Vom Januar 2009 bis zum Januar 2010 war er Kommandant des 104th General Support Aviation Battalion im besetzten Irak. Am United States Army War College erhielt er einen Master of Science in Strategic Studies. Bei seiner Pensionierung hatte er den Rang eines Brigadier General.
Mit seiner Frau Christy hat er zwei Töchter.

## Politische Laufbahn
Perry bekleidete einige Ämter in Jugendorganisationen der Republikaner in Pennsylvania und engagierte sich in verschiedenen lokalen Projekten. Zwischen 2007 und 2012 war er Abgeordneter im Repräsentantenhaus von Pennsylvania. Dort saß er in fünf Ausschüssen und acht Caucuses.
Bei der Wahl 2012 wurde Perry im vierten Kongresswahlbezirk Pennsylvanias in das US-Repräsentantenhaus in Washington, D.C. gewählt, wo er am 3. Januar 2013 die Nachfolge von Jason Altmire antrat. Er konnte bei der Wahl Harry Perkinson von der Demokratischen Partei, den unabhängigen Wayne Wolff und Mike Koffenberger von der Libertarian Party mit 59,7 % besiegen. Da er alle sechs Wahlen zwischen 2014 und 2024 gewinnen konnte, kann er sein Mandat bis heute ausüben. Im Jahr 2018, nach der Neueinteilung der Wahlbezirke in Pennsylvania trat er im zehnten Distrikt an, erzielte er mit 51,3 % sein bis dahin schlechtestes Ergebnis, und sein bestes Ergebnis erzielte er bei den Wahlen 2016 mit 74,5 % der Stimmen.
Die Primary (Vorwahl) seiner Partei für die Wahlen 2022 am 17. Mai konnte ohne Mitbewerber gewinnen. Er trat am 8. November 2022 gegen Shamaine Daniels von der Demokratischen Partei und den unabhängigen Steven Long an. Er konnte die Wahl mit 54 % der Stimmen für sich entscheiden und war dadurch auch im Repräsentantenhaus des 118. Kongresses vertreten. Bei den Wahlen 2024 setzte er sich mit 50,5 % der Stimmen knapp gegen die Demokratin Janelle Stelson durch. Seine aktuelle, insgesamt achte, Legislaturperiode im Repräsentantenhaus des 119. Kongresses läuft noch bis zum 3. Januar 2027.

### Ausschüsse
Er ist aktuell Mitglied in folgenden Ausschüssen des Repräsentantenhauses:
- Committee on Foreign Affairs
  - Oversight and Intelligence
  - South and Central Asia
- Committee on Oversight and Government Reform
  - Economic Growth, Energy Policy, and Regulatory Affairs
  - Federal Law Enforcement
- Committee on Transportation and Infrastructure
  - Aviation
  - Economic Development, Public Buildings, and Emergency Management
- Permanent Select Committee on Intelligence

Zuvor war er auch Mitglied im Committee on Homeland Security.
Perry wurde im Juni 2024 auf Verlangen von Donald Trump zusammen mit Ronny Jackson aus Texas von dem Sprecher Mike Johnson in das United States House Permanent Select Committee on Intelligence eingesetzt. Die beiden sollten als Ersatz für die zurückgetretenen republikanischen Abgeordneten Mike Gallagher und Chris Stewart dienen. Die Einsetzung war nicht mit dem Ausschussvorsitzenden Mike Turner abgestimmt worden.

### Positionen
2020/21 unterstützte Perry die Behauptungen Donald Trumps, dass ihm die Präsidentschaftswahl gestohlen worden sei, und setzte sich nach dem 6. Januar 2021 gemeinsam mit anderen Parlamentariern, darunter Matt Gaetz, Mo Brooks und Louie Gohmert, dafür ein, die an der Kapitol-Erstürmung Beteiligten durch Donald Trump vorauseilend begnadigen zu lassen.
Scott ist einer von 20 Mitgliedern des US-Repräsentantenhauses, die dort im Januar 2023 die Wahl von Kevin McCarthy (Republikaner) zum Sprecher des Repräsentantenhauses blockieren.